# ستانلي فلويد
ستانلي فلويد (بالإنجليزية: Stanley Floyd)‏ هو منافس ألعاب قوى أمريكي، ولد في 23 يونيو 1961.

## وصلات خارجية
- ستانلي فلويد على موقع الاتحاد الدولي لألعاب القوى (الإنجليزية)